# Jan Driver
Pour les articles homonymes, voir Driver.
Jan Driver, de son vrai nom Jan Siebert, est un DJ et musicien de musique électronique allemand, né en 1977 à Berlin. Fondateur en 1993 de Radical Masters Recording Services, une société de matriçage (ou mastering), il est aussi connu pour son rôle d’ingénieur du son et de maître en mastering spécialisé dans le raffinement sonore et la compression, ce qui lui a permis de travailler pour de nombreux labels allemands,.

## Biographie
À partir de 1993, Jan Driver a sorti une collection de vinyles en LP, en EP et en single, en plus des remixes, pour plusieurs labels (il a d'abord collaboré avec Thomas Fanger sous le nom Amorph, ainsi que sous d'autres noms : Bugfix, Die Soundkoenige, E.H.G., Fanger & Siebert, Säurebottich, Synoptic Music Plant, Tiracon, et a formé d'autres groupes (notamment avec Matthias Schulz, Holger Birwitz et Mark Klemens) avant de continuer sa carrière en solo en 1995. Il a fondé son propre label, Grand Petrol Recordings, en 2004.
Jan Driver est l'un des fers de lance de la scène techno berlinoise actuelle. Considéré comme un des membres essentiels de la famille du label Boysnoize Records grâce à Siriusmo, Jan a sorti des nombreux titres sur vinyles (singles et EPs) dont celui qui a eu du succès Gain Reaction EP (4 titres de musique techno sur une atmosphère sombre et particulière avec une touche de tech house et un son bien acide, et de grosses basses saturées...), sorti en 2010 sur Boysnoize Records, ou des remixes (Laurent Garnier, Armand Van Helden, Modeselektor, Siriusmo, Boys Noize, Faithless, Blaze, Romanthony, Afrika Bambaataa …) qui lui ont valu une bonne reconnaissance auprès des organisateurs de festivals et de raves du monde entier.
Il est un proche de Moritz Friedrich (plus connu sous le nom de Siriusmo),, avec qui il a formé le groupe Bolt et sorti l'unique EP, en 2004, intitulé Here We Cum sur son propre label, Grand Petrol Recording, fondé quelques mois plus tôt.
Jan Driver a aussi fait le mixage et le matriçage des compositions de Siriusmo,, entre autres. Il a fondé son propre label pour sortir ses propres compositions et celles de ses amis comme Oliver $ (Oliver Siebert, de son vrai nom), Harry Axt et bien évidemment Siriusmo.
Sur son premier album Amatilda, sorti en 2011 sur le label de Boys Noize, Jan Driver livre un de ses travaux le plus intéressant parmi ses œuvres précédents. L'hétérogénéité de cet album est le fait qu'il use des influences diverses de styles qui l'a inspiré, en mélangeant la musique atmosphérique avec des subtilités expérimentales et celle de la dance progressive,.
Son dernier EP, sorti en 2013 sur le label All You Can Beat, est 1995 EP.

## Discographie

### Collaborations

#### Albums

##### Avec Thomas Fanger: Amorph
- 1995 : Isolar (Formaldehyd)
- 1995 : Unidentified Explorers (Formaldehyd)

##### Sous le nom de Fanger & Siebert
- 1995 : Fanger & Siebert (Fax +49-69/450464)

##### Avec Thomas Fanger: Synoptic Music Plant
- 1995 : Floating Analogics (J.U.I.C.E.)

#### EPs et Singles

##### Avec Thomas Fanger: Amorph
- 1993 : Morphide (Formaldehyd)
- 1994 : Sunflow (Formaldehyd)
- 1994 : Cyclophobine (Formaldehyd)
- 1994 : Moonflow (Formaldehyd)
- 1995 : Pyrostatic (Formaldehyd)
- 1995 : Aerostatic (Formaldehyd)
- 1996 : Wooden Fruits (Formaldehyd)
- 1997 : Love Jewels (Formaldehyd)
- 1997 : Golden Classics (Formaldehyd)
- 1998 : Shaped (Formaldehyd)
- 1998 : Haraciri (Formaldehyd)

##### Avec Thomas Fanger: Tiracon
- 1994 : Nice Music (Tarcat Records)
- 1994 : Piquenique Bleu (Tarcat Records)
- 1994 : Sickness Tracs (Tarcat Records)
- 1994 : Jan & Mattheus vs. Tiracon - Tarcat Special (Formaldehyd)

##### Avec Matthias Schulz, sous le nom de Jan & Mattheus
- 1994 : Basscap (Tarcat Records)
- 1994 : 727 Microwave Chicks (Tarcat Records)
- 1994 : Beach Terrorizer (Tarcat Records)
- 1994 : Bassking (Tarcat Records)
- 1994 : Jan & Mattheus vs. Tiracon - Tarcat Special (Formaldehyd)

##### Avec Thomas Fanger: E.H.G.
- 1994 : Prisma 1 (Formaldehyd)

##### Sous le nom de Fanger & Siebert 's Säurebottich
- 1995 : Klerasol (Formaldehyd)

##### Avec Holger Birwitz et Thomas Fanger: Paradise Place
- 1995 : Stargazer (D:Luxx)

##### Avec Thomas Fanger: Bugfix
- 1998 : Chocolate Choc (Formaldehyd)
- 2003 : One For The Treble (Viper Jive)

##### Avec Mark Klemens: Spytraxx
- 2002 : Touch You (Kombinat Records)

##### Avec Siriusmo: Bolt
- 2004 : Here We Cum (single 12") (Grand Petrol Recordings)